# Доменіко Габріеллі
Доменіко Габріеллі (19 жовтня 1659 , Болонья  — 10 липня 1690 , Болонья ) — італійський композитор і музикант-віртуоз, віолончеліст епохи бароко.

## Біографія
Грав в оркестрі при базиліці Сан-Петроніо в Болоньї. Був членом і деякий час головою Болонської філармонічної академії.
У 1680-і роки служив музикантом при дворі герцога Модени і Реджіо Франческо II д'Есте в Модені.

## Творчість
Доменіко Габріеллі — автор декількох опер, інструментальних і вокальних церковних творів, ораторій.
Відомий, перш за все, як композитор ранніх музичних творів для віолончелі соло (дві сонати для віолончелі та бассо-контінуо, сім ричеркарів для віолончелі соло, і канон для двох віолончелей).

## Вибрані твори

### Опери
- Flavio Cuniberto (1682)
- Il Cleobulo (1683)
- Teodora Augusta (1685)
- Clearco in Negroponte (1685)
- Rodoaldo, re d'Italia (1685)
- Le generose gare tra Cesare e Pompeo (1686)
- Il Maurizio (1686)
- Il Gordiano (1688)
- Carlo il grande (1688)
- Silvo, re degli Albani (1689)
- Il Gige in Lidia (1693)

### Ораторії
- San Sigismondo, re di Borgogna (1687)
- Elia sacrificante (1688)
- Il martirio di Santa Felicita (1689)
- Il battesimo di Carlo, antico imperatore il Magno (1718)

### Інструментальні та вокальні твори
- Balletti da camera à tre op. 1 (1684)
- Tre sonate per violoncello e tiorba o cembalo (1687)
- Sette ricercari per il violoncello solo (1688)
- Sei sonate per tromba, violini e b. c..
- Cantate à voce sola(1691)